# Privilegio
El privilegio es la ventaja exclusiva o especial (como la exención de una obligación general o el permiso para condiciones de exclusividad) que alguien goza por concesión de un superior o por determinada circunstancia propia. Se opone al moderno concepto de derechos, y puede identificarse con el antiguo concepto de honor. Respondiendo a su origen etimológico (el latín privilegium), puede definirse como una «ley privada», o sea, no pública o general, sino relativa a un individuo o cuerpo social específico y distinguido de los demás.
En origen los estamentos privilegiados de la sociedad feudal y del Antiguo Régimen eran un cuerpo social definido por el privilegio, mientras que el concepto de clase privilegiada en la sociedad contemporánea se equipara en el lenguaje usual al de clase dirigente o clase alta, la que dispone de mayor riqueza y poder político; equivalente a conceptos como «élite» o «aristocracia».

## Estamentos privilegiados
Los estamentos privilegiados eran dos: la nobleza y el clero, y basaban sus privilegios en su función: una sociedad dividida en oratores, iudices et laboratores, ponía el privilegio en manos de quienes tenían a su cargo la salvación o condenación eterna (oratores: clérigos) y la protección o el castigo físico (iudices: caballeros), mientras que el tercer estado (laboratores) era no privilegiado, debía trabajar para mantenerse a sí mismo y a los otros dos.
El resultado es que cada estamento (incluso cada individuo de él en razón del título o cargo que ocupara) tendría una serie de beneficios por causa de privilegio: desde no pagar impuestos (de hecho, cobrarlos) hasta prelaciones protocolarias (como la de cubrirse delante del rey, cosa que podían hacer los grandes de España). El fuero eclesiástico o el fuero universitario (es decir, la jurisdicción privativa o privilegiada de los que se acogen a él) se solía indicar incluso con cadenas que marcaban la frontera a partir de la cual cualquiera podía acogerse al sagrado de un templo, o un estudiante al de su colegio, aunque estuviera perseguido por la autoridad civil. Los conflictos que ese privilegio suscitaba fueron a veces notables, como el de Tomás Becket con el rey de Inglaterra.

## Territorios privilegiados
Cada territorio, provincia y municipio podía tener su propio fuero o carta puebla, con la que de hecho las ciudades se convertían en «señores colectivos» cuyo señorío eran sus «tierras» o alfoces («comunidad de villa y tierra»). Lógicamente, los beneficios que esos privilegios locales otorgaban eran muy distintos, desde la hidalguía universal que pretendían algunos territorios del norte de España (Vizcaya y Guipúzcoa, entre otros), hasta la celebración de ferias y mercados, la exención de determinados impuestos o cargas militares, o incluso lo contrario (Espinosa de los Monteros mantenía orgullosamente el privilegio de dotar al rey del cuerpo de los Monteros de Espinosa), la condición de puerto franco (Canarias, entre otros), etcétera.

## Actividades sujetas a privilegio
Los gremios y la actividad comercial y artesanal también se regulaban con el principio de los privilegios, para mantener controlado el acceso y el ejercicio de cada actividad, a cargo de las autoridades o de los propios agremiados, evitando la competencia.
El monopolio de determinadas rutas comerciales o productos del comercio, sobre todo colonial, fue una constante del sistema económico llamado mercantilismo. En ese contexto se entiende la existencia de las primeras compañías comerciales llamadas compañías privilegiadas (las neerlandesas VIC y VOC, la Compañía de las Indias Orientales inglesa, o para el caso español, la Compañía Guipuzcoana de Caracas, dedicada al cacao).
También en el comercio interior se producen los llamados estancos o monopolios (de la sal, del tabaco, del papel sellado, de los naipes, del aguardiente...) que forman parte de las regalías del monarca.

## ¿El fin de los privilegios?
Los privilegios son contradictorios con el mundo contemporáneo, y teóricamente desaparecen con la Revolución Liberal, Revolución Burguesa y Revolución industrial. En Francia, la Revolución francesa lo hace con la obra legislativa de la Asamblea Constituyente, simbólicamente con la Declaración de Derechos del Hombre y el Ciudadano. Inglaterra, que había tenido su revolución inglesa en el siglo XVII, mantiene la presencia de muchas situaciones privilegiadas en lo social, aunque en lo económico defiende el mercado libre. En España, se suele poner la obra de las Cortes de Cádiz, sobre todo la Constitución de 1812, como la que suprime los privilegios (restaurados por dos veces por Fernando VII con el paréntesis del trienio liberal, con la agitada historia del comienzo del reinado de Isabel II y la Guerra Carlista como aparente final).

## Privilegios varios
- Privilegio rodado es el que se concedía antiguamente, y después de la data se formaba una rueda, en cuyo centro se ponía el signo o sello real y por tanto, se llamaba así por la rueda que en el medio tiene con las armas reales y en el círculo interior va el nombre del rey y en el de afuera el de su mayordomo mayor y a los lados los infantes.
- Privilegio convencional, el que se da o concede mediante un pacto o convención con el privilegiado.
- Privilegio de canon, el que gozan las personas del estado clerical o religioso, de que quien impusiera manos violentas en una de ellas, incurra por el mismo hecho, en la pena de excomunión reservada a su Santidad (Tommaso del Bene, m.1673 «Thomae Delbene clerici regularis..», Lugduni, 1650, 2 volúmenes, privilegios eclesiásticos).
- Privilegio de franquicia, por el que se podían eximir diezmos, portazgos, veintenas y cuarentenas o alcabalas (como el concedido por Sancho IV de Castilla a Tarifa en 1295 como forma de facilitar la repoblación de territorio conquistado), pedido y moneda (como el otorgado a Murcia en 1477)[7] u otras varias posibilidades.
- Privilegio del Fuero, el que tenían los eclesiásicos para ser juzgados por sus tribunales («Barchinonen praetensae iuridictionis:..», Romae: typis de Comitibus, 1741, [Benedictinos-privilegios e inmunidades-jurisdicción- Barcelona-siglo XVII]).
- Privilegio favorable, el que favorece al privilegiado, de suerte que no perjudica a nadie (Gabriel Abreu: «Sistema de escribir la música en puntos de relieve, con real privilegio de invención, dedicado a los ciegos», Madrid, Mellado, 1856, Invidentes-música-educación).
- Privilegio gracioso, el que se da o concede sin atención a los méritos del privilegiado.
- Privilegio de homiciano, característico del derecho fronterizo, por el que para facilitar su repoblación y defensa, se concedía a un lugar, normalmente en zona fronteriza de guerra o de incursiones armadas, la posibilidad del derecho de asilo a los que hubiesen incurrido en cualquier clase de delitos o maleficios, excentuando únicamente los de alevosía y traición.
- Privilegio de invención es como se denominaba en el siglo XV a las patentes actuales. La primera de la que se tiene noticia es de 1421, otorgada por la República de Florencia al arquitecto Filippo Brunelleschi. Comenzaron a ser habituales en Venecia, en 1450 con el fin de obtener protección legal.[8] Se tiene noticia de que el 15 de marzo de 1474 se elabora la primera regulación después de que en 1464 dos operarios de Gutemberg se establecen en la ciudad. A finales del siglo XV llegan a España las primeras imprentas y, con ello, la primera Real Cédula de Privilegio de Invención, en 1522. Entre los siglos XV y XVIII, pues, se desarrolla este tipo de privilegio cuyas características serán:
  - conceder el derecho privado y exclusivo de explotar la idea o invención tras haberse llevado a la práctica el invento y se hubiera demostrado su funcionamiento y viabilidad
  - era uno más de los privilegios regios existentes
  - era una forma de propiedad pública[9]
- Privilegio local, el que se concede a un lugar determinado, fuera de cuyos límites no se extiende (privilegio de asilo; «Este traslado fue bien y fielmente sacado del original Real despacho y privilegio en papel escrito al Valle de Aran y a sus moradores...», Barcelona, 1676, privilegio concedido el 13 de octubre de 1675 por Carlos II de España al Valle d'Aran sobre el comercio con Francia en tiempos de paz y de guerra).
- Privilegio personal, el que se concede a una persona y no pasa a sus sucesores (José Juan i Colom: «Instrucción de escribanos en orden a lo judicial...», Madrid, impr. Gabriel Ramírez, a costa de la Compañía de Impresores y Libreros del Reyno, 1679, 2 volúmenes, nombre del volumen obtenido del privilegio e instrucción jurídica de los mismos abogados y jueces de tribunales ordinarios e inferiores).
- Privilegio Real, el que gozan algunas personas a quienes pertenecen una cosa, cargo o estado por cuyo respeto se concedió (Melchor de Macanaz (1670-1760) "Regalías de los señores Reyes de Aragón", Madrid, Impr Revista de Legislación, 1879; edición más reciente, Madrid. Analecta, 2003).
- Privilegio odioso, el que perjudica a terceros.
- Privilegio remuneratorio, el que se concede en premio de una acción meritoria (Gualterio M. Seco: «Tratado del derecho remuneratorio», Mahón, B.Fábregues, 1896, fuerzas armadas-España-siglo XIX).
- Privilegios marítimos (Santiago Hernández Yzal: «Privilegios e hipotecas marítimas», Barcelona; Comité Derecho Marítimo de Barcelona, 1967).
- Privilegios militares (G.Suevus «Privilegiorum militarium debilationem», Wittebergae, 1647, soldados-privilegios).
- Privilegios diplomáticos (Javier Quel López: «Los privilegios e inmunidades de los agentes diplomáticos...», Madrid, Civitas, 1993).
- Privilegios gremiales (España: «Real Cédula de S.M. y Señores del Consejo por el cual se concede a los cinco gremios mayores de Madrid privilegio exclusivo por tiempo de ocho años para transportar a estos reynos de los puertos de Marruecos, los granos y demás frutos que produce aquel país...», Madrid, reimpresa en Villafranca del Penedes, F.Vilalta, 1796, Gremios-Privilegios-España- Carlos IV de España (1748-1819).
- Privilegios Órdenes religiosas militares (Bonaventura de Tristany: Escudo montesiano en las reales manos de Su Magestad para defender como maestre, prelado general, superior y cabeça, patrón, protector y administrador perpetuo de las religiones regulares, militares de Santiago, Calatrava y Alcántara y particularmente de la poderosa, ínclita y militar Orden de Nuestra Señora de Montesa y San Jorge de Alfama, los privilegios, prerrogativas, libertades, inmunidades y exempciones que gozan por la Sede Apostólica de los ordinarios, Barcelona, Rafael Figueró, 1703; «Libros de privilegios de la orden de San Juan de Jerusalén en Castilla y León: siglos XII-XV/ Carlos de Ayala edición», Madrid, Complutense, 1995).